# Teoria das variáveis ocultas locais
Uma teoria da variável escondida local na interpretação da mecânica quântica é uma teoria das variáveis ocultas que tem a necessidade adicional de ser consistente com o realismo local. Refere-se a todos os tipos de teoria que tentam explicar as características probabilísticas da mecânica quântica pelo mecanismo das variáveis inacessíveis subjacentes, com o requisito adicional do realismo local de que os eventos distantes sejam independentes, descartando instantaneamente (ou seja, mais rápido que a luz) interações entre eventos separados.

## Estados quânticos com um modelo de variável oculta local
Para os estados separáveis de duas partículas, há um modelo variável oculto simples para quaisquer medições em duas partes. Surpreendentemente, também existem estados emaranhados para os quais todas as medidas de von Neumann podem ser descritas por um modelo de variável oculto. Esses estados estão embaraçados, mas não violam qualquer desigualdade de Bell.  Os chamados estados de Werner são uma família de estados de um único parâmetro que são invariantes sob qualquer transformação do tipo {\displaystyle U\otimes U,} onde {\displaystyle U} é uma matriz unitária. Para dois qubits, eles são singletos ruidosos dados como
(4) {\displaystyle \varrho =p\vert \psi ^{-}\rangle \langle \psi ^{-}\vert +(1-p){\frac {\mathbb {I} }{4}},} onde o singleto é definido como {\displaystyle \vert \psi ^{-}\rangle ={\frac {1}{\sqrt {2}}}\left(\vert 01\rangle -\vert 10\rangle \right).}
R. F. Werner mostrou que tais estados permitem um modelo de variável oculto para {\displaystyle p\leq 1/2,} enquanto eles estão embaraçados se {\displaystyle p>1/3}. O limite para modelos variáveis ocultos poderia ser melhorado até {\displaystyle p=0,66}. Modelos variáveis ocultos foram construídos para os estados Werner, mesmo que as medições POVM sejam permitidas, não somente as medições de von Neumann. Além dos sistemas bipartidos, também há resultados para o caso multipartido. Um modelo de variável oculta para todas as medidas de von Neumann nos partidos foi apresentado para um estado quântico de três qubits.